# 第5期名人戦(旧) (囲碁)
第5期名人戦(旧)（だい5きめいじんせん）
囲碁の名人戦第5期は、1965年（昭和40年）から1966年に行われ、林海峰名人に対して、前期名人位を奪われた坂田栄男が挑戦するリターンマッチとなり、挑戦手合七番勝負で林が4勝1敗で名人位を防衛した。

## 方式
コミは5目（ジゴは白勝ち）。持時間はリーグ戦、挑戦手合は各10時間の二日制。

## 結果

### 挑戦者決定リーグ戦
挑戦者決定リーグ参加棋士は、前期シードの坂田栄男、橋本昌二、藤沢秀行、藤沢朋斎、大平修三、高川格と、新参加の半田道玄、梶原武雄、久井敬史の計9名。
リーグ戦は、坂田、藤沢秀、藤沢朋、橋本の4名が5勝3敗の同率となる混戦だったが、順位1位の坂田が挑戦者となった。また4勝4敗も高川、大平、半田の3名だったが、順位下位の半田が、久井、梶原とともに陥落となった。

### 挑戦手合七番勝負
前年に林海峰に名人を奪われた坂田は、続く日本棋院第一位決定戦ではやはり昭和生まれの大平修三の挑戦を退けて防衛したものの、この年1月の日本棋院選手権戦では大平にタイトルを奪われ、続いての本因坊戦では好調の藤沢秀行の挑戦に4-0で防衛し、3期連続のストレート勝ちで6連覇を果たし、名人戦のリターンマッチに挑んだ。林海峰はこの年の本因坊戦リーグでは陥落しての名人防衛戦となった。
第1局は白番林のジゴ勝ち、第2局も林が連勝し、第3局は坂田が1勝を返すが、第4、5局を林が連勝して、4勝1敗で防衛を果たした。
七番勝負（1966年）（△は先番）
この年は続く王座戦でも坂田と林による決勝三番勝負となり、名人と本因坊の対決とも言われたが、こちらは坂田が2-1で勝って4度目の王座位となり、「名人戦のお返し」をするとともに、大正世代から昭和世代への世代交代に待ったをかけた形となった。さらにこの年には、当時「望月の掛けたるものあり十段位」と言われていた十段戦でも高川格への挑戦者となって初のタイトル獲得、全冠制覇を成し遂げた。

## 対局譜
林が2連覇 第5期名人戦挑戦手合七番勝負第5局 1966年9月12-13日 林海峰名人-坂田栄男本因坊(先番)

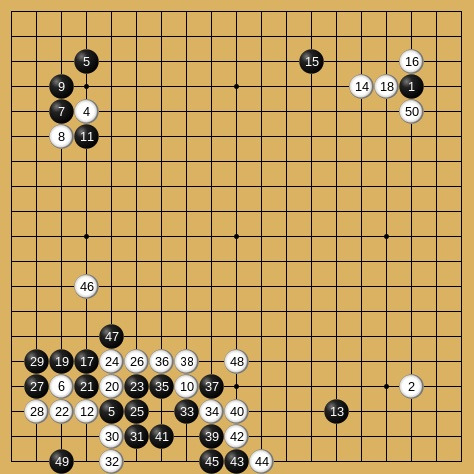
第5局(1-50手)

林の3勝1敗で迎えた第5局。白番の林は右上で白18と稼ぎつつシチョウ有利にして、黒19に白20とハネダシて戦う大胆な作戦。しかし左下で黒は正確な戦いで、続いて右下、右辺白も巧妙にシノイで優勢を築いた。しかし黒はその後に堅実すぎる打ちぶりで逆転され、271手まで白9目勝ち、林が4勝1敗で坂田を下し名人戦2連覇を果たした。
天王山 第5期名人戦挑戦手合七番勝負第4局 1966年9月2-3日 林海峰名人(先番)-坂田栄男本因坊

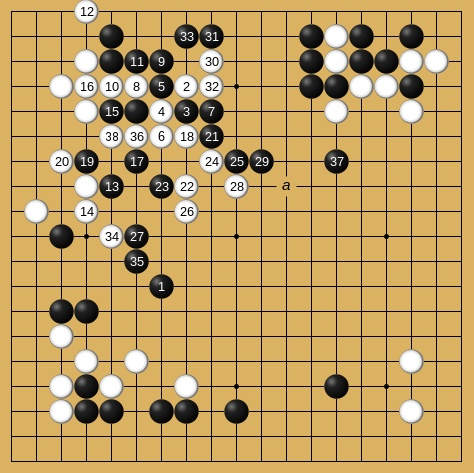
第4局(45-82手)

第3局まで林の1勝2敗で迎えた第4局が天王山と目され、和歌山県高野山金剛峰寺新書院で行われた。左辺黒1（45手目）は林らしい手だが、ここの守りまだ急ぐ必要がなく、上辺の模様を広げるところだった。白2の侵入が機敏で、坂田ペースの進行。黒13、17の担ぎ出しも黒が重い形で、3の2路下のカケや、黒19のツケからのサバキは考えられた。白30、32のキカシに黒は実戦の手順以外は打ちづらい。白34に黒35がミスで、27の右のナラビでなくてはならず、このため白36に黒38と二子を助けると、白から18の下が利いて、白aで中央が封鎖される。黒37と封鎖を防いだが。白38とタネ石を抜いて白が優勢。この後白は左辺の黒をいじめながら下辺を突き破ったが、黒からの反撃で形成は接近。右辺に打ち込んだ黒への折衝でもチャンスを逸して黒が逆転し、266手まで黒4目勝ちとなった。
昭和の台頭 第5期名人戦挑戦者決定リーグ戦 1966年5月18-19日 大平修三-高川格(先番)

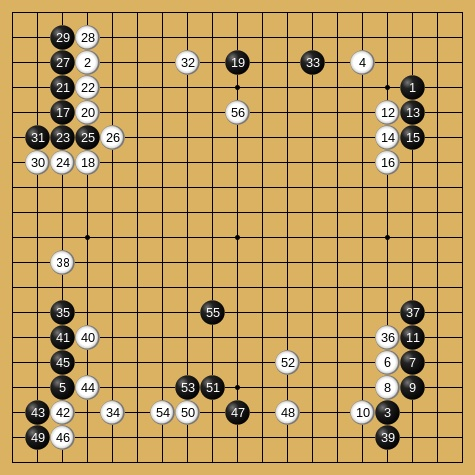
大平-高川(1-50手)

大平は前期リーグ戦で4勝3敗で残留し、この年の1月には日本棋院選手権戦で坂田栄男に挑戦して3勝1敗で初タイトルを獲得している。高川もこの前年に十段位獲得など、本因坊9連覇以降も安定した強さを見せていた。白番大平の白6から黒11までに続いて、白12とカケて右辺を低く凝らせる作戦だが、黒も黒15で手を抜いて左上に先行してその裏をかきにいく。白12でこれ以外のハサミでは、黒はハサミ返しから上辺に先行するのが絶好なため、ここを忙しく打つことで白が上辺に回ろうとしたが、それでも黒は手を抜いて黒19と上辺を占めた。黒33まで黒は働いた形だが、大きな地がなく、すでに細かそうな形勢である。白が厚い形なので、黒35、37と辛抱する打ち方も必然。黒51では47の石からの一間飛びが普通で、51はヒネった手だが、結果的には一間飛びがまさった。白56と高川のお株を奪ったボウシの手が絶好で、上辺と下辺の黒に圧力をかけている。続いて白は上辺の黒の眼を奪って、黒が中央に進出したところで下辺とのカラミ攻めに持ち込み、両方をシノがれはしたものの各所で手厚くなって白優勢となった。その後黒は鋭いヨセで差を詰めたが、白が逃げ切って259手まで白2目勝ち。大平は4勝4敗でリーグ残留を果たした。大平はこの後の日本棋院選手権戦では林海峰の挑戦を受けて3勝2敗で防衛、初の昭和生まれ同士のタイトル戦としても注目された。

## 注
1. ↑  『炎の坂田血風録 不滅のタイトル獲得史』
2. ↑  『囲碁百年』
3. ↑  『栄光の軌跡 炎の勝負師 坂田栄男 3』
4. ↑  『芸の探求シリーズ2 怪腕 大平修三』